# 罗埃洛斯德萨亚戈
罗埃洛斯德萨亚戈（西班牙語：Roelos de Sayago）是西班牙卡斯蒂利亚-莱昂萨莫拉省的一个市镇。 总面积55平方公里，总人口151人（2001年），人口密度3人/平方公里。